# Коаз Сен Жан Пје Готје
Коаз Сен Жан Пје Готје (фр. Coise-Saint-Jean-Pied-Gauthier) насеље је и општина у источној Француској у региону Рона-Алпи, у департману Савоја која припада префектури Шамбери.
По подацима из 2011. године у општини је живело 1190 становника, а густина насељености је износила 114,64 становника/km². Општина се простире на површини од 10,38 km². Налази се на средњој надморској висини од 295 метара (максималној 419 m, а минималној 268 m).

## Демографија
| 1962. | 1968. | 1975. | 1982. | 1990. | 1999. | 2011. |
| ----- | ----- | ----- | ----- | ----- | ----- | ----- |
| 597   | 653   | 674   | 752   | 830   | 945   | 1.190 |

График промене броја становника у току последњих година